# Глухарка
Глуха́рка — река на северо-западе Санкт-Петербурга. Берет свое начало в болотах к западу от озера Долгое, впадает в Лахтинский разлив. Движение маломерных судов по реке запрещено.
Длина реки — 1,798 км.

## История
Название реки установилось в XVIII веке по глухой заболоченной местности. Прежде начиналась из болот к западу от озера Долгое. В ходе застройки прилегающей территории верховья Глухарки мелиорированы и превращены в вытянутые пруды, идущие параллельно Планерной и Камышовой улицам.
Для осушения территории в 1980-х гг. прорыты каналы вдоль Камышовой и Планерной улиц, впадающие в Глухарку.

## Географические сведения
Отделяет лесопарковую зону от кварталов нового жилищного строительства Северо-Приморского жилмассива. В нижнем течении протекает через Юнтоловский заказник, впадает в Лахтинский Разлив.
С 2023 года, над рекой проходит один безымянный мост, часть Шуваловского проспекта.

## Достопримечательности
- Юнтоловский заказник